# Ниоколо-Коба (национальный парк)
Ниоко́ло-Ко́ба (фр. Parc National du Niokolo Koba PNNK) — национальный парк на территории Сенегала, один из старейших в Африке. Парк расположен около границы с Гвинеей-Бисау и имеет площадь 9 130 км².

## История
Парк назван в честь реки Ньоколо-Коба, исток которой находится на его территории. Входит в список Всемирного наследия ЮНЕСКО, причём он также внесён в список объектов, находящихся под угрозой уничтожения, по причине распространённого на его территории браконьерства. Решение о создании национального парка было принято 1 января 1954 года, существенное расширение территории парка было оформлено в 1969 году. В 1981 году парк стал объектом Всемирного наследия ЮНЕСКО, а также биосферным заповедником. В 2007—2024 годах находился в списке всемирного наследия, находящегося под угрозой из-за истощения дикой природы, браконьерства, добычи базальта и других видов человеческой деятельности.

## Флора и фауна
Парк находится на возвышенности, разрезанной верхним течением реки Гамбия, к северо-западу от границы между Сенегалом и Гвинеей-Бисау. Охватывает площадь в 9130 км², высота над уровнем моря колеблется от 16 до 311 метров в наивысшей точке. Парк представляет собой массив саванн и полу-саванн, с большим количеством заболоченных участков. На территории парка произрастает более 1500 видов растений, на нём сосредоточенно 78 % лесных угодий Сенегала.
Национальный парк известен своей дикой природой. По оценкам правительства Сенегала на территории парка обитают 20 видов амфибий, 60 видов рыб, 38 видов рептилий и около 80 видов млекопитающих. По состоянию на 2005 год количество представителей некоторых видов составляло: 11000 буйволов, 6000 бегемотов, 400 западных канн, 50 слонов, 120 львов, 150 шимпанзе, 3000 обыкновенных водяных козлов, 2000 дукеров, неопределенное количество красных колобусов, леопардов, гиеновидных собак.
Около 330 видов птиц, среди которых: аравийская большая дрофа, боевой орёл, венценосный журавль, орёл-скоморох, кафрский рогатый ворон, утка-вдовушка.
Из-за браконьерства и разрушения среды обитания в парке сокращается численность некоторых видов животных. В 2023 году с помощью фотоловушки был замечен гигантский панголин, который не встречался в этом регионе с 1999 года и считался полностью исчезнувшим. К 2025 году в парке осталось около 5–10 слонов, при этом с 2020 года камерами не было зафиксировано ни одного слона, пока в 2025 году на кадры не попала одна особь.